# MFK Dinamo Moskva
MFK Dinamo (ruski МФК «Динамо» Московская область) je malonogometni klub iz Moskve. Osnovan je 2002. godine, te je dio športskog društva Dinamo.

## Uspjesi
- UEFA Futsal Cup
  - pobjednik: 2007.
  - finalist: 2005., 2006., 2012., 2013., 2014.

- Interkontinentalni kup
  - pobjednik: 2013.
  - finalist: 2014.

- Ruska Superliga
  - prvak: 2003., 2004., 2005., 2006., 2007., 2008., 2011., 2012., 2013.
  - doprvak: 2009.

- Kup Rusije
  - pobjednici: 2002., 2003., 2004., 2008., 2009., 2010., 2011., 2013., 2014.
  - finalist: 2005., 2007., 2012.

- Superpuk Rusije
  - finalist: 2003.

## Poveznice
- (ru)(en)(pt) službene stranice
- Dinamo Moskva (hokej na ledu)
- Dinamo Moskva (košarka)
- Dinamo Moskva (vaterpolo)
- Dina Moskva